# Vol 732 : Terreur en plein ciel
Pour plus de détails, voir Fiche technique et Distribution.
Vol 732 : Terreur en plein ciel (Final Approach) est un téléfilm d'action-thriller américain réalisé par Armand Mastroianni, diffusé en Australie le 23 septembre 2007, puis le 24 mai 2008 sur Hallmark Channel.
En France, le téléfilm a été diffusé en quatre parties sur M6 en 2008, puis rediffusé sur W9 plusieurs fois.

## Synopsis
Jack Bender (Dean Cain), ex-agent du FBI, se retrouve soudainement en situation difficile lorsqu'un groupe terroriste fortement armé, mené par Greg Gilliad (Anthony Michael Hall), prend les passagers de l'avion à bord duquel il se trouve, le Vol 732, en otage...

## Fiche technique
- Titre : Vol 732 : Terreur en plein ciel
- Réalisation : Armand Mastroianni
- Scénario : Harris Savides
- Musique : Marc Streitenfeld

## Distribution
- Dean Cain (VF : Emmanuel Curtil) : Jack Bender
- Anthony Michael Hall (VF : Xavier Fagnon) : Greg Gilliad
- Ernie Hudson (VF : Daniel Beretta) : agent Dawson
- Lea Thompson (VF : Caroline Beaune) : Alicia Bender
- Sunny Mabrey : Sela Jameson
- William Forsythe (VF : Philippe Vincent) : Silas Jensen
- Barry Livingston : Brian Fields
- Tracey Gold : Lina Howren
- Scott Paulin : Robert Windom
- Christopher Cousins (VF : Jean-François Aupied) : Vince Gilford
- Tembi Locke : Jackie Reynolds
- Scott Reeves : Dan Reynolds
- Dominic Rains (en) : Abu Karlin
- Candice Azzara (VF : Élisabeth Fargeot) : Elizabeth Foxhaven
- Rod McCary : Gerald Foxhaven
- John Mese : Mike Hargrove
- Laura Niemi : Hannah Brown
- Judith Hoag : Marie Gilford
- Stacy Haiduk (VF : Céline Monsarrat) : Alexa Windom
- Richard Roundtree (VF : Thierry Desroses) : Gary Markash
- Shailene Woodley : Maya Bender, la fille de Jack Bender
- Mariana Klaveno (VF : Adeline Chetail) : Gwen Harris
- Blaine Saunders (VF : Jessica Barrier) : Jilly Gilford
- Jennifer Morrison : l'agent de bord qui fait l'annonce (non créditée)

 Source et légende : version française (VF) sur RS Doublage et selon le carton du doublage français télévisuel.